# انتخابات مجالس المحافظات العراقية 2013
أُجريت انتخابات مجالس المحافظات العراقية 2013 في ال20 من شهر ابريل، لاستبدال المجالس المحلية في محافظات العراق المنتخبة في انتخابات المحافظات العراقية لعام 2009. أُجريت الانتخابات في 12 من أصل 18 محافظة في العراق. لم تُجرَ الانتخابات في المحافظات الثلاث التي تشكل منطقة كردستان أو كركوك، الأنبار، أو نينوى، مما يعني أن إجمالي 378 مقعدًا في المجالس المحلية كانت متاحة للتصويت.
قررت الحكومة العراقية في وقت لاحق في 19 مارس تأجيل الانتخابات في محافظتي الأنبار ونينوى بسبب عدم الاستقرار المستمر الناجم عن التمرد والاحتجاجات المستمرة، مما أثار انتقادات من مقتدى الصدر وجون كيري. أُجريت انتخابات الأنبار والموصل في 20 يونيو.

## القانون الانتخابي

المحافظات التي تشهد انتخابات باللون الأخضر، والأنبار ونينوى (باللون الأحمر)، وكركوك (باللون الأزرق)، وكردستان العراق (باللون الأحمر الداكن) أجلت انتخاباتها.

كانت هناك عدة نزاعات حول قانون الانتخابات الذي سيتم استخدامه في الانتخابات. ينص القانون الانتخابي الحالي، الذي استُخدم أيضًا في انتخابات عام 2009، على أنه إذا لم تحصل بعض الأحزاب على عدد كافٍ من الأصوات، تُمنح أصواتها ومقاعدها للأحزاب الأكبر. في انتخابات عام 2009، أدى ذلك إلى فشل العديد من الأحزاب الصغيرة في الحصول على أي مقاعد. بسبب التأثير غير المتناسب الذي كان لهذا القانون على الأحزاب الصغيرة، أعلنت المحكمة العليا في العراق أن القانون غير دستوري، لأنه قيد الديمقراطية.
على الرغم من هذا الحكم، وبشكل رئيسي بسبب حقيقة أن القانون يفيد أكبر الأحزاب، فإن لديها حافزًا ضئيلًا لتغييره، إلا أن القانون لم يتغير بعد. إذا لم يتم تغييره، فإن الطبيعة غير الدستورية للقانون ستجعل نتائج انتخابات 2013 عرضة للطعن القانوني. نتيجة لذلك، على الرغم من أن هذا لا يؤثر حاليًا على عمل المفوضية العليا المستقلة للانتخابات، إلا أن المفوضية قد دعت الحكومة العراقية إلى إجراء تغييرات على القانون.
رداً على ذلك، في 13 ديسمبر 2012، صوت البرلمان العراقي على اعتماد طريقة سانت ليغو كطريقة انتخابية جديدة.

## المشاركون
كان على الأحزاب والمرشحين الراغبين في الترشح للانتخابات التسجيل بحلول الموعد النهائي في 25 نوفمبر 2012. بحلول موعد الموعد النهائي، كانت 243 كيانًا، بما في ذلك 16 مرشحًا مستقلًا، قد سجلت، حيث سجلت بعض الكيانات للمشاركة لأول مرة. نتيجة للعدد الكبير من الطلبات المقدمة لتسجيل التحالفات السياسية للانتخابات، قررت المفوضية العليا المستقلة للانتخابات تمديد موعد تقديم الطلبات من 13 إلى 18 ديسمبر.
أحد أكبر التغييرات في التحالفات السياسية المشاركة هو أن ائتلاف دولة القانون قد توسع من مؤيديه التقليديين، حيث انضم إليه خصوم سابقون مثل منظمة بدر، وتيار الإصلاح الوطني، وحزب الفضيلة الإسلامي، والكتلة الوطنية البيضاء العلمانية الشيعية جميعهم للانتخابات. على الرغم من الحجم الضخم للتحالف، إلا أنه شيعي حصريًا.
وفقًا للمفوضية العليا المستقلة للانتخابات، سجل ما مجموعه 8,224 مرشحًا للترشح في الانتخابات، بما في ذلك 131 مرشحًا حُظروا من قبل المفوضية بسبب صلاتهم بحزب البعث العراقي.

## النتائج الأولية
وفقًا للنتائج الأولية من 12 محافظة جرت فيها الانتخابات، فإن ائتلاف دولة القانون الموسع بزعامة نوري المالكي سيأتي في المركز الأول بـ 115 مقعدًا، وسيأتي في المركز الثاني الائتلاف العراقي الموحد بـ 80 مقعدًا، وسيفوز التيار الصدري بـ 50 مقعدًا.
مع احتساب 87-90% من الأصوات، كانت النتائج كما يلي:
| المحافظة          | المالكي | الحكيم | الصدر | علاوي | النجيفي | المطلك | الأكراد | القائمة الشيعية | محلي  |
| ----------------- | ------- | ------ | ----- | ----- | ------- | ------ | ------- | --------------- | ----- |
| البصرة            | 46.3%   | 19.6%  | 9.6%  | 2.0%  | 1.6%    |        |         |                 | 5%    |
| ميسان             | 32.4%   | 22.9%  | 33.1% |       |         |        |         |                 |       |
| ذي قار            | 32.4%   | 23.0%  | 15.3% |       |         |        |         |                 | 9.5%  |
| المثنى            | 30.2%   | 26.0%  | 12.5% |       |         |        |         |                 | 10.7% |
| القادسية          | 29.6%   | 17.1%  | 13.4% |       |         |        |         |                 | 8.3%  |
| بابل              | 20.5%   | 20.8%  | 9.3%  | 4.4%  |         |        |         |                 | 12.4% |
| النجف             | 14.4%   | 15.4%  | 8.5%  |       |         |        |         |                 | 22.1% |
| كربلاء            | 23.1%   | 9.1%   | 12.2% |       |         |        |         |                 | 9.4%  |
| واسط              | 26.3%   | 24.2%  | 17.7% |       |         |        |         |                 | 8.3%  |
| بغداد             | 37.1%   | 10.4%  | 7.7%  | 5.0%  | 12.3%   | 4.9%   |         |                 |       |
| صلاح الدين        | -       | -      | -     | 6.5%  | 12.0%   | 3.2%   | 2.5%    | 6.1%            | 12.6% |
| ديالى             | -       | -      | -     | 4.5%  |         |        | 3.1%    | 11.8%           | 24.8% |
| المصدر: المونيتور |         |        |       |       |         |        |         |                 |       |

## النتائج

### مجموع المقاعد
| الحزب                                              | الحزب                               | مجموع الاصوات | النسبة | مجموع المقاعد | زعيم الحزب        |
| -------------------------------------------------- | ----------------------------------- | ------------- | ------ | ------------- | ----------------- |
|                                                    | ائتلاف دولة القانون                 | 1,890,567     | 26.21% | 102           | نوري المالكي      |
|                                                    | المجلس الاعلى الاسلامي العراقي      | 943,646       | 13.08% | 66            | عمار الحكيم       |
|                                                    | التيار الصدري                       | 653,763       | 9.06%  | 60            | مقتدى الصدر       |
|                                                    | ائتلاف متحدون للاصلاح               | 518,968       | 7.19%  | 35            | اثيل النجيفي      |
|                                                    | الجبهة العراقية للحوار الوطني       |               |        | 18            | صالح المطلك       |
|                                                    | قائمة كردستان                       | 255,362       | 3.54%  | 17            | برهم صالح         |
|                                                    | حركة الوفاق الوطني العراقي          | 298,198       | 4.13%  | 16            | إياد علاوي        |
|                                                    | الوفاء للنجف                        | 118,310       | 1.64%  | 9             | عدنان الزرفي      |
|                                                    | حزب الدعوة الإسلامية - تنظيم العراق |               |        | 7             | هاشم الموسوي      |
|                                                    | ائتلاف الشعب العراقي                |               |        | 8             |                   |
|                                                    | الأمل للرافدين                      |               |        | 3             |                   |
|                                                    | قائمة العراق للخير والكرم           | 65,634        | 0.91%  | 3             | الدكتور رشدي سعيد |
|                                                    | الحزب الشيوعي العراقي               |               |        | 2             | حميد مجيد موسى    |
|                                                    | الكتلة الوطنية البيضاء              | 44,765        | 0.62%  | 2             | حسن علاوي         |
| احزاب اخرى                                         | احزاب اخرى                          |               |        | 99            | -                 |
| المجموع                                            | المجموع                             | 7,214,146     | 100%   | 447           | -                 |
| المصادر: ISW, Gulf Analysis, IHEC, Musings on Iraq |                                     |               |        |               |                   |

### محافظة الانبار
| الحزب                                           | الحزب                         | مجموع الاصوات | النسبة | مجموع المقاعد | زعيم الحزب              |
| ----------------------------------------------- | ----------------------------- | ------------- | ------ | ------------- | ----------------------- |
|                                                 | ائتلاف متحدون للاصلاح         | 115,605       | 27.89% | 8             | أسامة النجيفي           |
|                                                 | تحالف عابرون                  | 62,581        | 15.10% | 5             | قاسم الفهداوي           |
|                                                 | الجبهة العراقية للحوار الوطني | 57,332        | 13.83% | 4             | صالح المطلك             |
|                                                 | حركة الوفاق الوطني العراقي    | 39,500        | 9.53%  | 3             | إياد علاوي              |
|                                                 | تحالف الأنبار المتحدة         | 35,214        | 8.49%  | 3             | كامل الدليمي            |
|                                                 | تحالف التعاون الوطني          | 32,718        | 7.89%  | 2             | علي فرحان               |
|                                                 | مشروع إرادة الشعب             | 25,210        | 6.08%  | 2             | الشيخ محمد دحام الفرحان |
|                                                 | أثرياء العراق                 | 10,785        | 2.60%  | 1             | الشيخ جمال الجدعان      |
|                                                 | تحالف عامرون                  | 9,220         | 2.22%  | 1             | احمد رجى                |
|                                                 | كتلة شجعان العراق             | 8,932         | 2.15%  | 1             | الشيخ مجيد علي السليمان |
| احزاب اخرى                                      | احزاب اخرى                    | 17,457        | 4.21%  | -             |                         |
| المجموع                                         | المجموع                       | 414,554       | 100%   | 30            |                         |
| المصادر: al-Sumaria – al-Anbar Coalitions, IHEC |                               |               |        |               |                         |

### محافظة بابل
| الحزب                                                           | الحزب                               | مجموع الاصوات | النسبة | مجموع المقاعد | زعيم الحزب                |
| --------------------------------------------------------------- | ----------------------------------- | ------------- | ------ | ------------- | ------------------------- |
|                                                                 | ائتلاف دولة القانون                 | 142,568       | 25.98% | 8             | نوري المالكي              |
|                                                                 | المجلس الاعلى الاسلامي العراقي      | 115,188       | 20.99% | 7             | عمار الحكيم               |
|                                                                 | تجمع المؤهلات العراقية المستقلة     | 69,087        | 12.59% | 4             | حميد احمد عبود راضي       |
|                                                                 | التيار الصدري                       | 51,869        | 9.45%  | 4             | مقتدى الصدر               |
|                                                                 | ائتلاف بابل المدني                  | 30,578        | 5.57%  | 2             | عقيل جابر حمزة صالح       |
|                                                                 | القائمة العراقية الوطنية            | 24,227        | 4.42%  | 1             |                           |
|                                                                 | التحالف العراقي الوطني              | 20,755        | 3.78%  | 1             |                           |
|                                                                 | حزب الدعوة الإسلامية - تنظيم العراق | 19,527        | 3.56%  | 1             | هاشم الموسوي              |
|                                                                 | تجمع الشراكة الوطني                 | 18,565        | 3.38%  | 1             | محمد فاضل عبيد عمران      |
|                                                                 | تحالف الأمين                        | 16,865        | 3.07%  | 1             |                           |
|                                                                 | بابل العراقية                       | 12,754        | 2.32%  | 1             | أسامة النجيفي صالح المطلك |
| احزاب اخرى                                                      | احزاب اخرى                          | 26,688        | 4.86%  | -             |                           |
| المجموع                                                         | المجموع                             | 548,671       | 100%   | 31            |                           |
| المصادر: ISW, al-Sumaria – Babil Coalitions, IHEC Babil Results |                                     |               |        |               |                           |

### محافظة بغداد
| الحزب | الحزب                                                        | مجموع الاصوات | النسبة | مجموع المقاعد | زعيم الحزب        |
| --- | ------------------------------------------------------------ | ------------- | ------ | ------------- | ----------------- |
| | ائتلاف دولة القانون                                          | 569,178       | 36.31% | 20            | نوري المالكي      |
| | ائتلاف متحدون للاصلاح                                        | 183,716       | 11.72% | 7             | أسامة النجيفي     |
| | المجلس الاعلى الاسلامي العراقي                               | 163,022       | 10.40% | 6             | عمار الحكيم       |
| | التيار الصدري                                                | 137,808       | 8.79%  | 4             | مقتدى الصدر       |
| | القائمة العراقية الوطنية                                     | 80,066        | 5.12%  | 3             | إياد علاوي        |
| | حركة النخبة الوطنية المستقلة                                 | 78,429        | 5.00%  | 3             |                   |
| | الجبهة العراقية للحوار الوطني                                | 70,644        | 4.51%  | 3             | صالح المطلك       |
| | كتلة دولة المواطنة                                           | 48,605        | 3.10%  | 2             |                   |
| | تجمع الشراكة الوطني                                          | 31,889        | 2.03%  | 1             |                   |
| | حزب الدعوة الإسلامية - تنظيم العراق                          | 24,339        | 1.55%  | 1             | هاشم الموسوي      |
| | التحالف العراقي للعدالة والديمقراطية                         | 23,388        | 1.49%  | 1             |                   |
| | التحالف العراقي الحر                                         | 15,957        | 1.02%  | 1             |                   |
| | قائمة العراق للخير والكرم                                    | 15,162        | 0.97%  | 1             | الدكتور رشدي سعيد |
| | قائمة كردستان مقعد الأقلية الكردية                           | 8,675         | 0.55%  | 1             |                   |
| | قائمة تركمان بغداد مقعد الأقلية التركمانية                   | 1,947         | 0.12%  | 1             |                   |
| | تحالف التجمع الكلداني السرياني الآشوري مقعد الاقلية الآشورية | 1,513         | 0.10%  | 1             |                   |
| | رائد جابر صالح مقعد الأقلية الصابئية                         | 781           | 0.05%  | 1             | -                 |
| احزاب اخرى | احزاب اخرى                                                   | 112,580       | 7.18%  | -             |                   |
| المجموع | المجموع                                                      | 1,567,699     | 100%   | 58            |                   |
| المصادر: ISW, al-Sumaria – Baghdad Coalitions, IHEC Baghdad Results نسخة محفوظة 2013-09-03 على موقع واي باك مشين. |                                                              |               |        |               |                   |

### محافظة البصرة
| الحزب                                                           | الحزب                               | مجموع الاصوات | النسبة | مجموع المقاعد | زعيم الحزب    |
| --------------------------------------------------------------- | ----------------------------------- | ------------- | ------ | ------------- | ------------- |
|                                                                 | ائتلاف دولة القانون                 | 292,658       | 45.17% | 16            | نوري المالكي  |
|                                                                 | المجلس الاعلى الاسلامي العراقي      | 121,875       | 18.81% | 6             | عمار الحكيم   |
|                                                                 | التيار الصدري                       | 58,312        | 9.00%  | 3             | مقتدى الصدر   |
|                                                                 | تحالف البصرة المستقل                | 29,384        | 4.54%  | 2             |               |
|                                                                 | تحالف العدالة والوحدة               | 24,513        | 3.78%  | 1             | الفايز        |
|                                                                 | ائتلاف البصرة المدني                | 17,541        | 2.71%  | 1             |               |
|                                                                 | حؤكة بديلة                          | 15,643        | 2.41%  | 1             |               |
|                                                                 | حزب الدعوة الإسلامية - تنظيم العراق | 15,493        | 2.39%  | 1             | هاشم الموسوي  |
|                                                                 | حركة إرادة العراق                   | 13,940        | 2.15%  | 1             |               |
|                                                                 | القائمة العراقية الوطنية            | 13,319        | 2.06%  | 1             | إياد علاوي    |
|                                                                 | ائتلاف متحدون للاصلاح               | 10,386        | 1.60%  | 1             | أسامة النجيفي |
| احزاب اخرى                                                      | احزاب اخرى                          | 34,873        | 5.38%  | -             |               |
| المجموع                                                         | المجموع                             | 647,937       | 100%   | 35            |               |
| المصادر: ISW, al-Sumaria – Basra Coalitions, IHEC Basra Results |                                     |               |        |               |               |

### محافظة ذي قار
| الحزب                                                               | الحزب                          | مجموع الاصوات | النسبة | مجموع المقاعد | زعيم الحزب                |
| ------------------------------------------------------------------- | ------------------------------ | ------------- | ------ | ------------- | ------------------------- |
|                                                                     | ائتلاف دولة القانون            | 176,861       |        | 10            | نوري المالكي              |
|                                                                     | المجلس الاعلى الاسلامي العراقي | 122,088       |        | 7             | عمار الحكيم               |
|                                                                     | التيار الصدري                  | 81,338        |        | 7             | مقتدى الصدر               |
|                                                                     | التضامن مع العراق              | 50,363        |        | 3             | طالب كاظم عبدالكريم الحسن |
|                                                                     | كتلة الولاء الوطني             | 43,369        |        | 3             | حبيب نور مهدي نعمة        |
|                                                                     | تجمع الشراكة الوطني            | 26,670        |        | 2             | حميد نعيم خضير عبدالله    |
|                                                                     | التحالف المدني الديمقراطي      | 17,906        |        | 1             | شهيد أحمد حسن محمد        |
| احزاب اخرى                                                          | احزاب اخرى                     |               |        | -             |                           |
| المجموع                                                             | المجموع                        |               | 100%   | 31            |                           |
| المصادر: ISW, al-Sumaria – Dhi Qar Coalitions, IHEC Dhi Qar Results |                                |               |        |               |                           |

### محافظة ديالى
| الحزب                                                             | الحزب                     | مجموع الاصوات | النسبة | مجموع المقاعد | زعيم الحزب   |
| ----------------------------------------------------------------- | ------------------------- | ------------- | ------ | ------------- | ------------ |
|                                                                   | \| ائتلاف دولة القانون \| | 170,292       | 37.08% | 12            | نوري المالكي |
|                                                                   | ديالى العراقية            | 149,535       | 32.56% | 10            |              |
|                                                                   | قائمة كردستان             | 49,415        | 10.76% | 3             |              |
|                                                                   | القائمة العراقية الوطنية  | 27,670        | 6.02%  | 2             | إياد علاوي   |
|                                                                   | مصممون على البناء         | 17,935        | 3.90%  | 1             |              |
|                                                                   | تحالف ديالى الجديد        | 13,980        | 3.04%  | 1             |              |
| احزاب اخرى                                                        | احزاب اخرى                | 30,484        | 6.64%  | -             |              |
| المجموع                                                           | المجموع                   | 459,311       | 100%   | 29            |              |
| المصادر: ISW, al-Sumaria – Diyala Coalitions, IHEC Diyala Results |                           |               |        |               |              |
| ائتلاف دولة القانون                                               |                           |               |        |               |              |

### محافظة كربلاء
| الحزب                                                               | الحزب                                | مجموع الاصوات | النسبة | مجموع المقاعد | زعيم الحزب   |
| ------------------------------------------------------------------- | ------------------------------------ | ------------- | ------ | ------------- | ------------ |
|                                                                     | ائتلاف دولة القانون                  | 84,447        |        | 7             | نوري المالكي |
|                                                                     | التيار الصدري                        | 43,945        |        | 4             | مقتدى الصدر  |
|                                                                     | اللواء                               | 33,614        |        | 3             |              |
|                                                                     | المجلس الاعلى الاسلامي العراقي       | 33,362        |        | 3             | عمار الحكيم  |
|                                                                     | الامل لبلاد الرافدين                 | 32,527        |        | 3             |              |
|                                                                     | حركة الدولة العادلة                  | 32,454        |        | 3             |              |
|                                                                     | جبهة الاعتدال الوطني                 | 18,501        |        | 2             |              |
|                                                                     | المطالبون بدعم الدولة في العراق      | 13,102        |        | 1             |              |
|                                                                     | التحالف العراقي للعدالة والديمقراطية | 8,559         |        | 1             |              |
| احزاب اخرى                                                          | احزاب اخرى                           |               |        | 2             |              |
| المجموع                                                             | المجموع                              |               | 100%   | 27            |              |
| المصادر: ISW, al-Sumaria – Karbala Coalitions, IHEC Karbala Results |                                      |               |        |               |              |

### محافظة ميسان
| الحزب                                                             | الحزب                               | مجموع الاصوات | النسبة | مجموع المقاعد | زعيم الحزب               |
| ----------------------------------------------------------------- | ----------------------------------- | ------------- | ------ | ------------- | ------------------------ |
|                                                                   | التيار الصدري                       | 89,906        | 33.01% | 9             | مقتدى الصدر              |
|                                                                   | ائتلاف دولة القانون                 | 77,917        | 28.61% | 8             | نوري المالكي             |
|                                                                   | المجلس الاعلى الاسلامي العراقي      | 63,060        | 23.15% | 6             | عمار الحكيم              |
|                                                                   | الصدق والكرم                        | 11,605        | 4.26%  | 1             | ساجد وحيد عبدالكريم سعيد |
|                                                                   | تحالف الشراكة الوطني                | 10,771        | 3.95%  | 1             | جاسم صاحب عبيد صدخان     |
|                                                                   | تجمع العلم الوطني                   | 9,814         | 3.60%  | 1             | ناصر حسين جبار غديب      |
|                                                                   | حزب الدعوة الإسلامية - تنظيم العراق | 5,615         | 2.06%  | 1             | هاشم الموسوي             |
| احزاب اخرى                                                        | احزاب اخرى                          | 3,665         | 1.35%  | -             |                          |
| المجموع                                                           | المجموع                             | 272,353       | 100%   | 27            |                          |
| المصادر: ISW, al-Sumaria – Maysan Coalitions, IHEC Maysan Results |                                     |               |        |               |                          |

### محافظة المثنى
| الحزب | الحزب                           | مجموع الاصوات | النسبة | مجموع المقاعد | زعيم الحزب                |
| --- | ------------------------------- | ------------- | ------ | ------------- | ------------------------- |
| | ائتلاف دولة القانون             | 76,777        | 30.61% | 9             | نوري المالكي              |
| | المجلس الاعلى الاسلامي العراقي  | 67,203        | 26.79% | 7             | عمار الحكيم               |
| | التيار الصدري                   | 31,290        | 12.47% | 3             | مقتدى الصدر               |
| | تجمع المؤهلات العراقية المستقلة | 27,065        | 10.79% | 3             | عادل نازك عبد الصاحب علي  |
| | تجمع من اجل المثنى              | 24,931        | 9.94%  | 2             | محمد راضي سلطان أشلوك     |
| | تحالف المثنى للتغيير والإعمار   | 17,561        | 7.00%  | 2             | غازي موسى كاظم عبد الحسين |
| احزاب اخرى | احزاب اخرى                      | 6,029         | 2.40%  | -             |                           |
| المجموع | المجموع                         | 250,856       | 100%   | 26            |                           |
| المصادر: ISW, al-Sumaria – Muthanna Coalitions, IHEC Muthanna Results نسخة محفوظة 2013-11-01 على موقع واي باك مشين. |                                 |               |        |               |                           |

### محافظة النجف
| الحزب                                                           | الحزب                               | مجموع الاصوات | النسبة | مجموع المقاعد | زعيم الحزب   |
| --------------------------------------------------------------- | ----------------------------------- | ------------- | ------ | ------------- | ------------ |
|                                                                 | الوفاء للنجف                        | 118,310       | 29.33% | 9             | عدنان الزرفي |
|                                                                 | المجلس الاعلى الاسلامي العراقي      | 82,020        | 20.34% | 6             | عمار الحكيم  |
|                                                                 | ائتلاف دولة القانون                 | 76,519        | 18.97% | 5             | نوري المالكي |
|                                                                 | التيار الصدري                       | 45,167        | 11.20% | 4             | مقتدى الصدر  |
|                                                                 | حركة الدولة العادلة                 | 25,889        | 6.42%  | 2             |              |
|                                                                 | تحالف تغيير محافظة النجف            | 14,464        | 3.59%  | 1             |              |
|                                                                 | تحالف الشراكة الوطنية               | 14,314        | 3.55%  | 1             |              |
|                                                                 | تجمع النهضة والبناء                 | 8,521         | 2.11%  | 1             |              |
|                                                                 | حزب الدعوة الإسلامية - تنظيم العراق | 7,571         | 1.88%  | 1             | هاشم الموسوي |
| احزاب اخرى                                                      | احزاب اخرى                          | 10,546        | 2.61%  | -             |              |
| المجموع                                                         | المجموع                             | 403,321       | 100%   | 29            |              |
| المصادر: ISW, al-Sumaria – Najaf Coalitions, IHEC Najaf Results |                                     |               |        |               |              |

### محافظة نينوى
| الحزب                                                                                        | الحزب                                  | مجموع الاصوات | النسبة | مجموع المقاعد | زعيم الحزب           |
| -------------------------------------------------------------------------------------------- | -------------------------------------- | ------------- | ------ | ------------- | -------------------- |
|                                                                                              | قائمة تحالف الأخوة والتعايش            | 173,687       | 29.87% | 11            |                      |
|                                                                                              | ائتلاف متحدون للاصلاح                  | 129,556       | 22.28% | 8             | أسامة النجيفي        |
|                                                                                              | قائمة الزلاء لنينوى                    | 66,517        | 11.44% | 4             | صالح المطلك          |
|                                                                                              | نينوى المتحدة                          | 45,971        | 7.91%  | 3             | الشيخ عبدالله الياور |
|                                                                                              | تجمع البناء والعدالة العراقي           | 39,126        |        | 3             | دلدار زيباري         |
|                                                                                              | القائمة العراقية الوطنية               | 31,276        |        | 2             | إياد علاوي           |
|                                                                                              | تحالف شجاعة نينوى                      | 23,361        |        | 1             |                      |
|                                                                                              | تحالف نينوى الوطني                     | 22,734        |        | 1             |                      |
|                                                                                              | التجمع الوطني لقبائل أم الربيعين       | 21,349        |        | 1             | حسن خليف             |
|                                                                                              | مجلس احرار الشبك                       | 12,689        |        | 1             |                      |
|                                                                                              | الحركة الايزيدية للاصلاح والتقدم       | 10,397        |        | 1             |                      |
|                                                                                              | تحالف الشعب العراقي                    | 8,633         |        | 1             |                      |
|                                                                                              | تحالف التجمع الكلداني السرياني الآشوري | 8,635         |        | 1             |                      |
|                                                                                              | قائمة العراق للخير والكرم              | 8,076         |        | 1             | الدكتور رشدي سعيد    |
| احزاب اخرى                                                                                   |                                        |               |        |               |                      |
| المجموع                                                                                      | المجموع                                | 581,449       | 100%   | 39            |                      |
| المصادر: al-Sumaria – Nineveh Coalitions, IHEC نسخة محفوظة 2017-08-09 على موقع واي باك مشين. |                                        |               |        |               |                      |

### محافظة القادسية
| الحزب | الحزب                               | مجموع الاصوات | النسبة | مجموع المقاعد | زعيم الحزب           |
| --- | ----------------------------------- | ------------- | ------ | ------------- | -------------------- |
| | ائتلاف دولة القانون                 | 114,697       |        | 8             | نوري المالكي         |
| | المجلس الاعلى الاسلامي العراقي      | 66,691        |        | 5             | عمار الحكيم          |
| | التيار الصدري                       | 50,544        |        | 4             | مقتدى الصدر          |
| | تحالف اهل الديوانية المستقل         | 49,831        |        | 4             | جعفر موسى زعلان هاشم |
| | الكتلة الوطنية البيضاء              | 33,092        |        | 2             | خضير شريف خضير رازام |
| | حزب الدعوة الإسلامية - تنظيم العراق | 29,517        |        | 2             | هاشم الموسوي         |
| | تحالف الولاء للعراق                 | 11,207        |        | 1             | باقر علي شعلان سلمان |
| | تحالف الديوانية المدني              | 9,472         |        | 1             | علي فوزي زيدان كطن   |
| | حركة الدولة العادلة                 | 8,141         |        | 1             | غانم مخلد جالوب عزيز |
| احزاب اخرى |                                     |               |        |               |                      |
| المجموع | المجموع                             |               | 100%   | 28            |                      |
| المصادر: ISW, al-Sumaria – Al-Qādisiyyah Coalitions, IHEC Al-Qādisiyyah Results نسخة محفوظة 2016-03-04 على موقع واي باك مشين. |                                     |               |        |               |                      |

### محافظة صلاح الدين
| الحزب                                                                         | الحزب                         | مجموع الاصوات | النسبة | مجموع المقاعد | زعيم الحزب          |
| ----------------------------------------------------------------------------- | ----------------------------- | ------------- | ------ | ------------- | ------------------- |
|                                                                               | تحالف الشعب العراقي           | 95,338        |        | 7             | أحمد الجبوري        |
|                                                                               | ائتلاف متحدون للاصلاح         | 79,705        |        | 5             | أسامة النجيفي       |
|                                                                               | تحالف اصالة العراق            | 66,549        |        | 5             |                     |
|                                                                               | القائمة العراقية الوطنية      | 46,287        |        | 3             | إياد علاوي          |
|                                                                               | تحالف صلاح الدين الوطني       | 39,447        |        | 3             |                     |
|                                                                               | جبهة المساواة                 | 27,654        |        |               |                     |
|                                                                               | الجبهة العراقية للحوار الوطني | 24,167        |        | 2             | صالح المطلك         |
|                                                                               | تحالف صلاح الدين متحدة        | 23,497        |        | 2             | مخلف عودي سويد مخلف |
|                                                                               | قائمة تحالف الاخوة والتعايش   | 21,373        |        | 1             | محمد شهاب محمد سمين |
|                                                                               | قائمة تركمان صلاح الدين       | 18,395        |        | 1             | علي هاشم نوري حسن   |
| احزاب اخرى                                                                    |                               |               |        |               |                     |
| المجموع                                                                       | المجموع                       |               | 100%   | 29            |                     |
| المصادر: ISW, al-Sumaria – Salah ad Din Coalitions, IHEC Salah ad Din Results |                               |               |        |               |                     |

### محافظة واسط
| الحزب                                                                         | الحزب                         | مجموع الاصوات | النسبة | مجموع المقاعد | زعيم الحزب          |
| ----------------------------------------------------------------------------- | ----------------------------- | ------------- | ------ | ------------- | ------------------- |
|                                                                               | تحالف الشعب العراقي           | 95,338        |        | 7             | احمد الجبوري        |
|                                                                               | ائتلاف متحدون للاصلاح         | 79,705        |        | 5             | أسامة النجيفي       |
|                                                                               | تحالف اصالة العراق            | 66,549        |        | 5             |                     |
|                                                                               | القائمة العراقية الوطنية      | 46,287        |        | 3             | إياد علاوي          |
|                                                                               | تحالف صلاح الدين الوطني       | 39,447        |        | 3             |                     |
|                                                                               | جبهة المساواة                 | 27,654        |        |               |                     |
|                                                                               | الجبهة العراقية للحوار الوطني | 24,167        |        | 2             | صالح المطلك         |
|                                                                               | تحالف صلاح الدين متحدة        | 23,497        |        | 2             | مخلف عودي سويد مخلف |
|                                                                               | قائمة تحالة الاخوة والتعايش   | 21,373        |        | 1             | محمد شهاب محمد سمين |
|                                                                               | قائمة تركمان صلاح الدين       | 18,395        |        | 1             | علي هاشم نوري حسن   |
| احزاب اخرى                                                                    |                               |               |        |               |                     |
| المجموع                                                                       | المجموع                       |               | 100%   | 29            |                     |
| المصادر: ISW, al-Sumaria – Salah ad Din Coalitions, IHEC Salah ad Din Results |                               |               |        |               |                     |